# 산타마리아드벨렝
산타마리아드벨렝(포르투갈어: Santa Maria de Belém)은 포르투갈 리스본 시내 중심가에서 타구스강을 따라 6km 정도 서쪽에 있던 구역이다. 2012년 11월 8일 리스본 행정구역 개편으로 인근의 상프란시스쿠샤비에르(São Francisco Xavier) 구역과 함께 벨렝 구역으로 통합되었다.

산타마리아드벨렝 - Belém
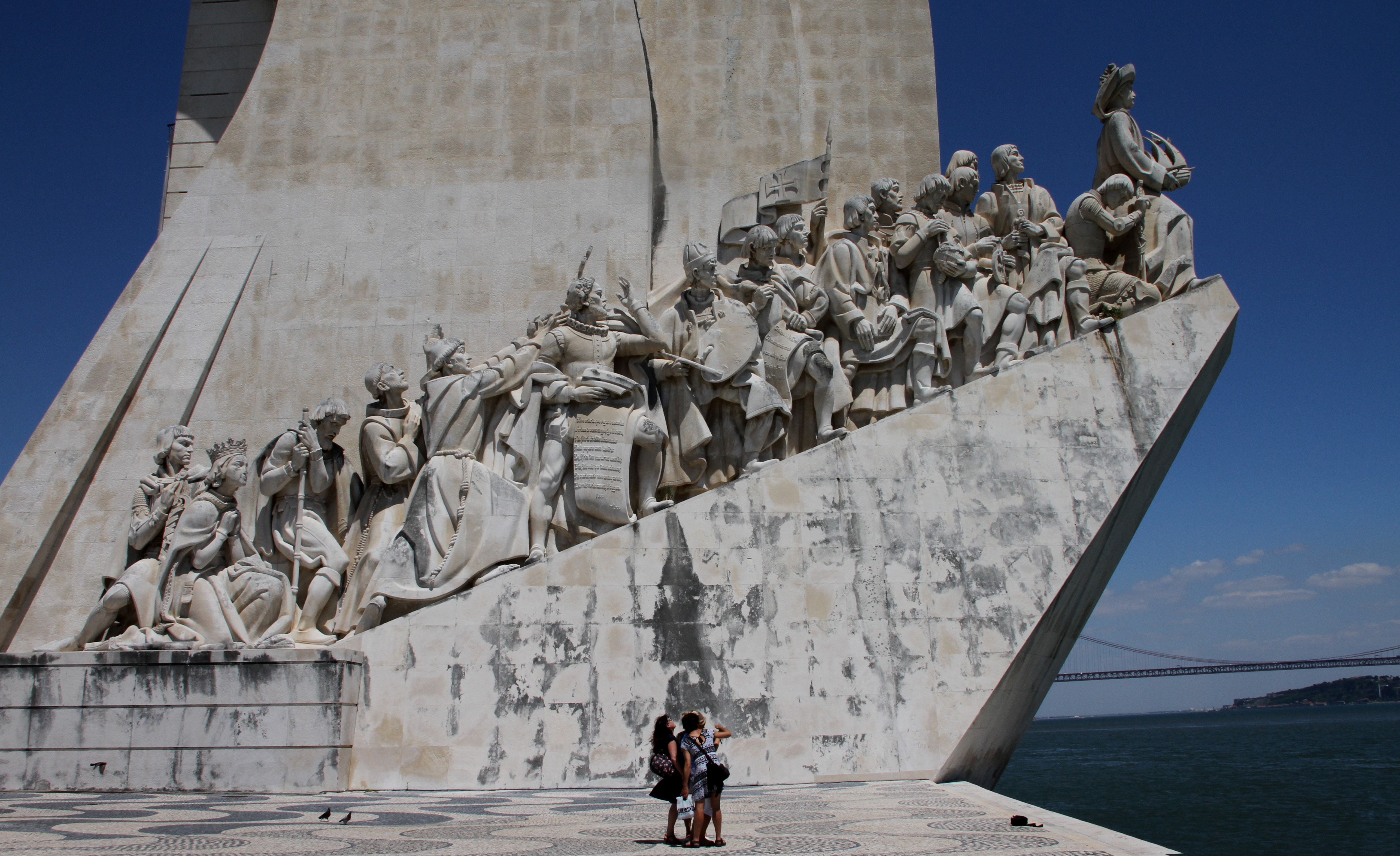
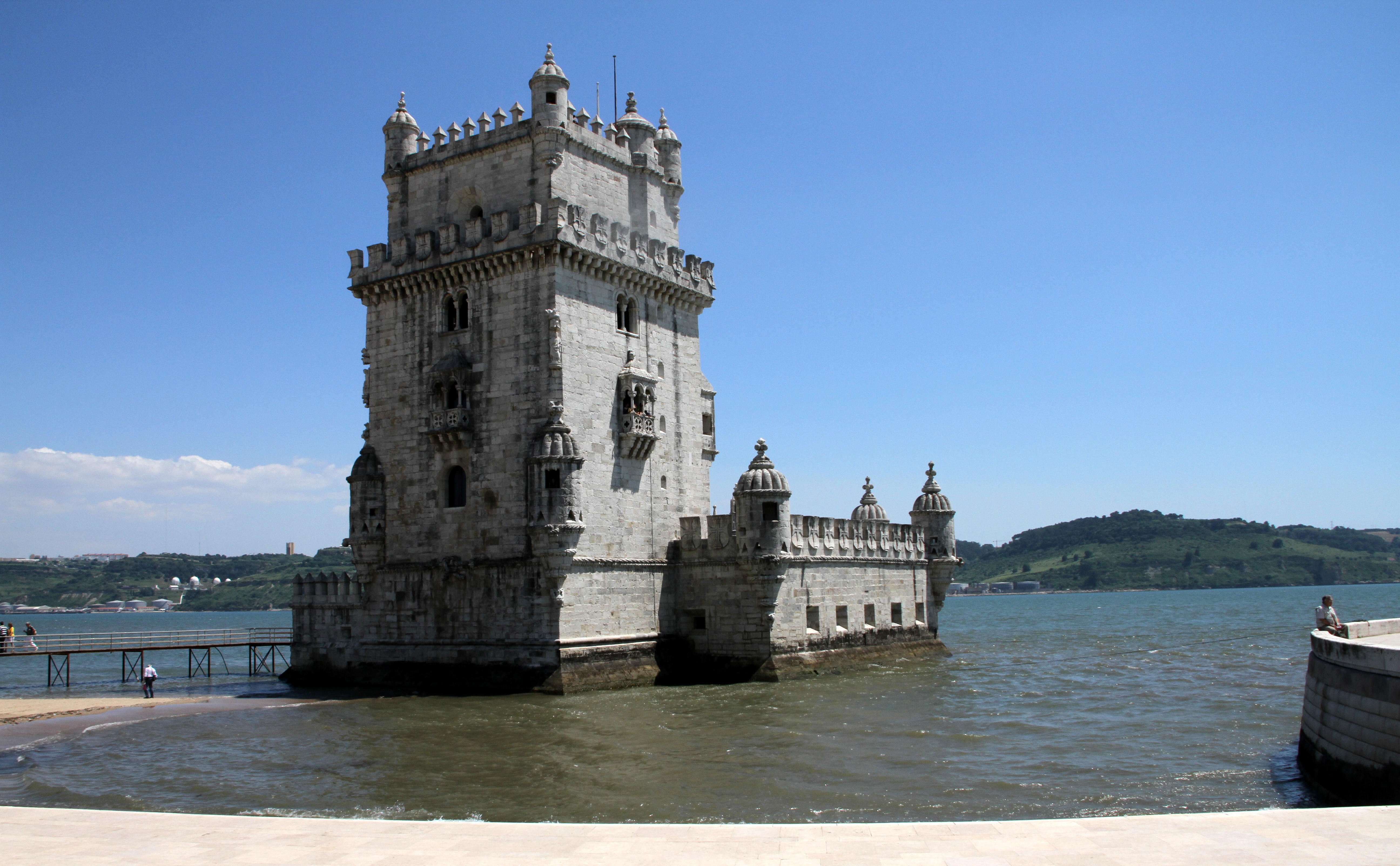
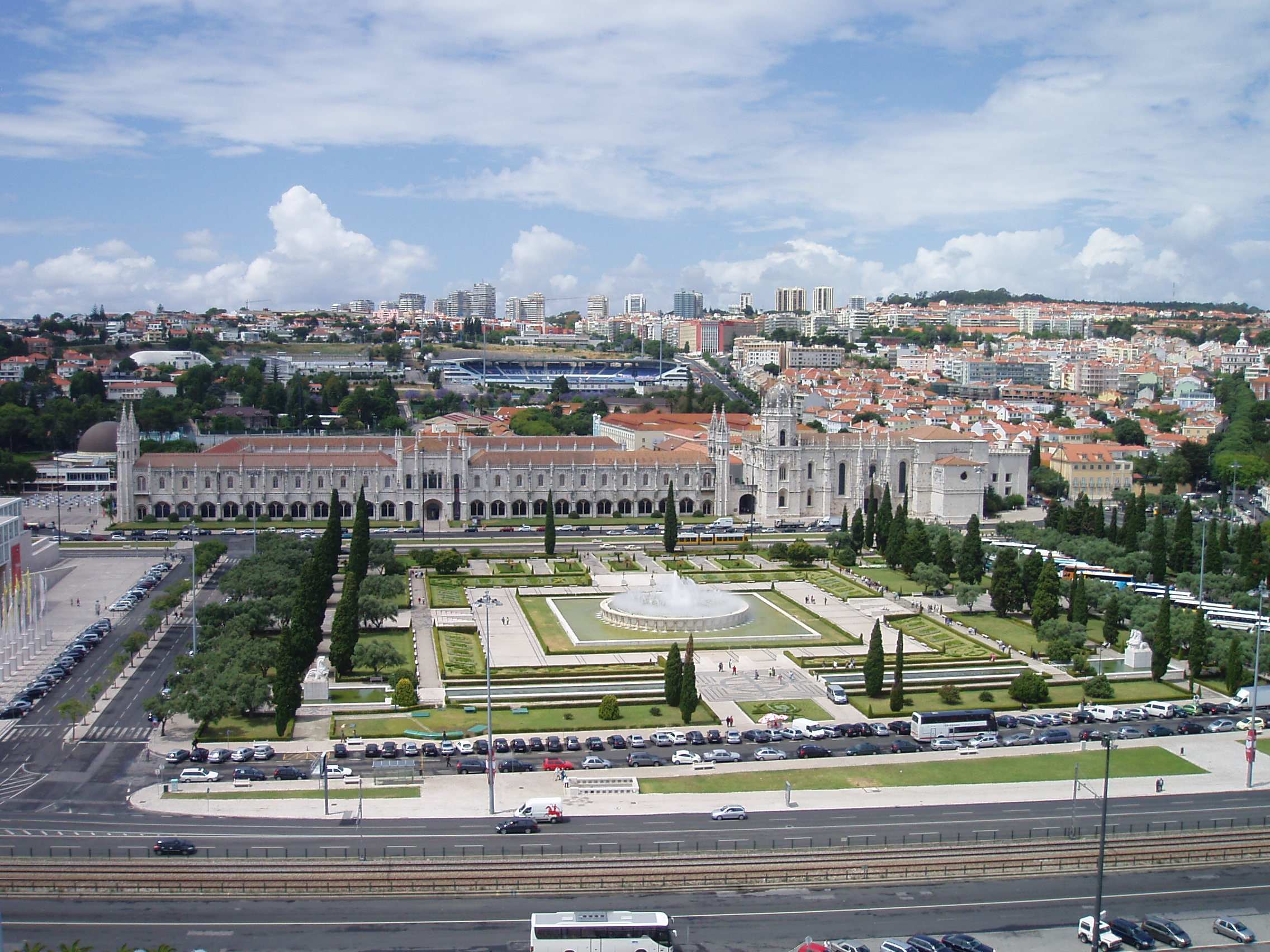
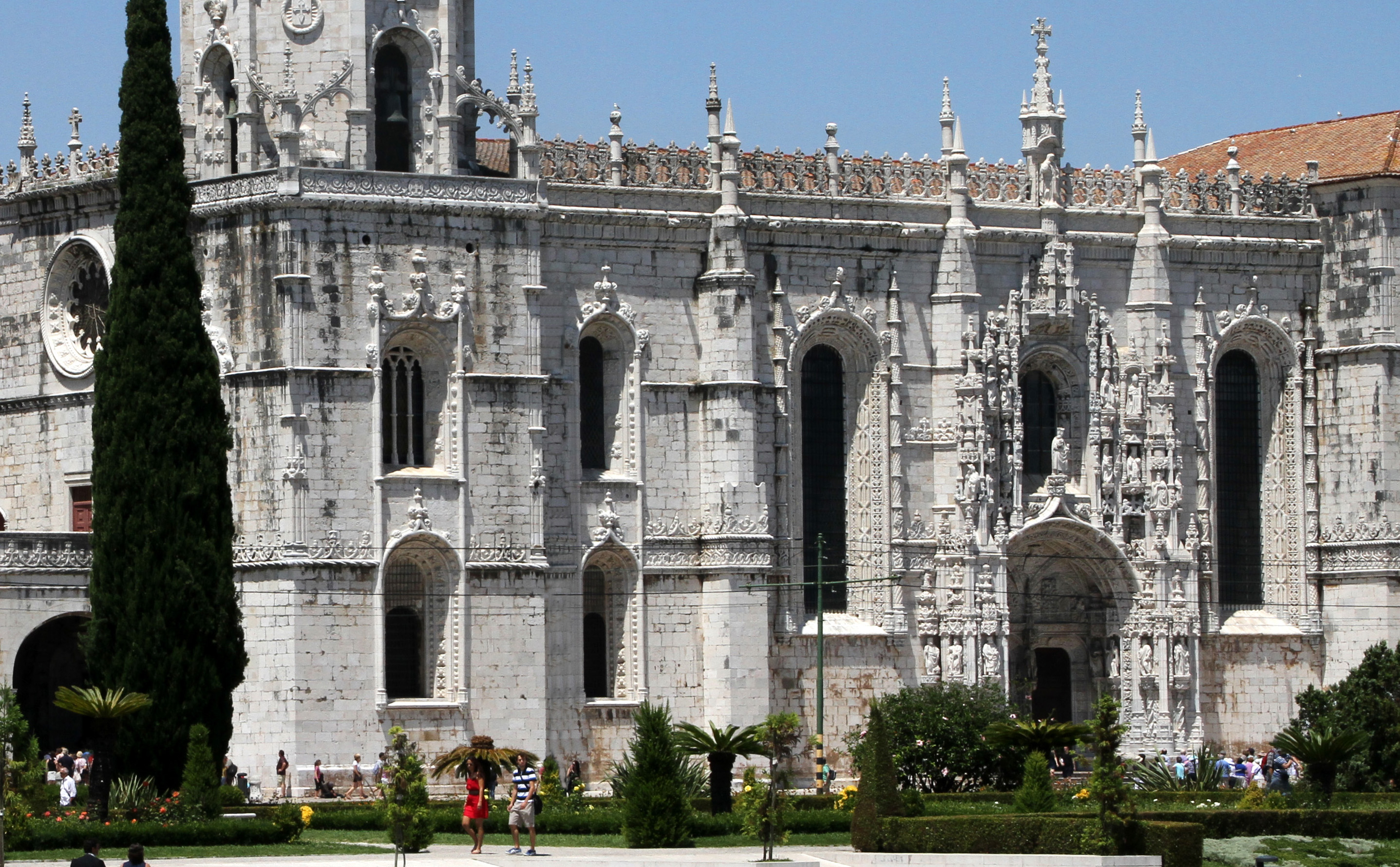
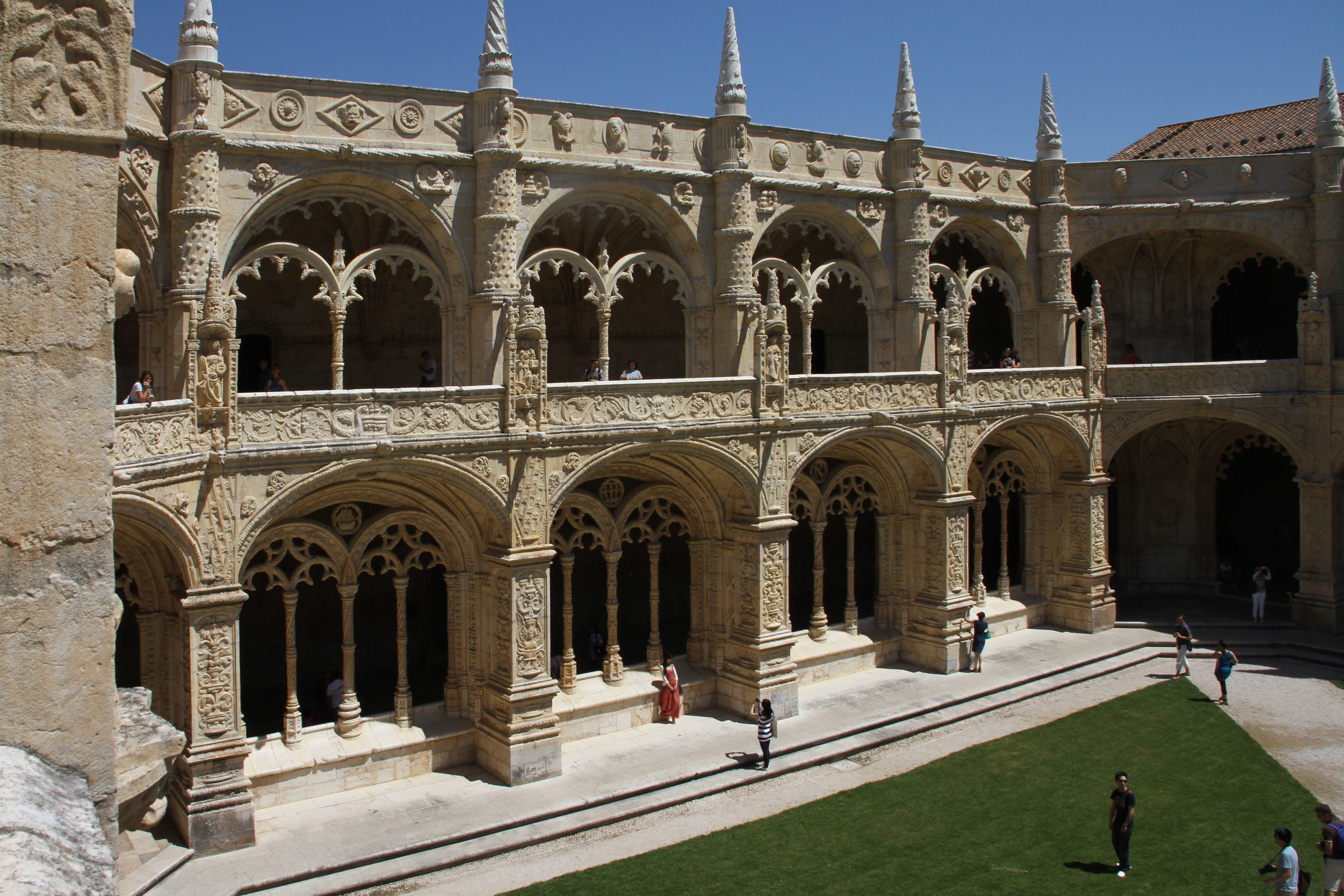